# Touringcar

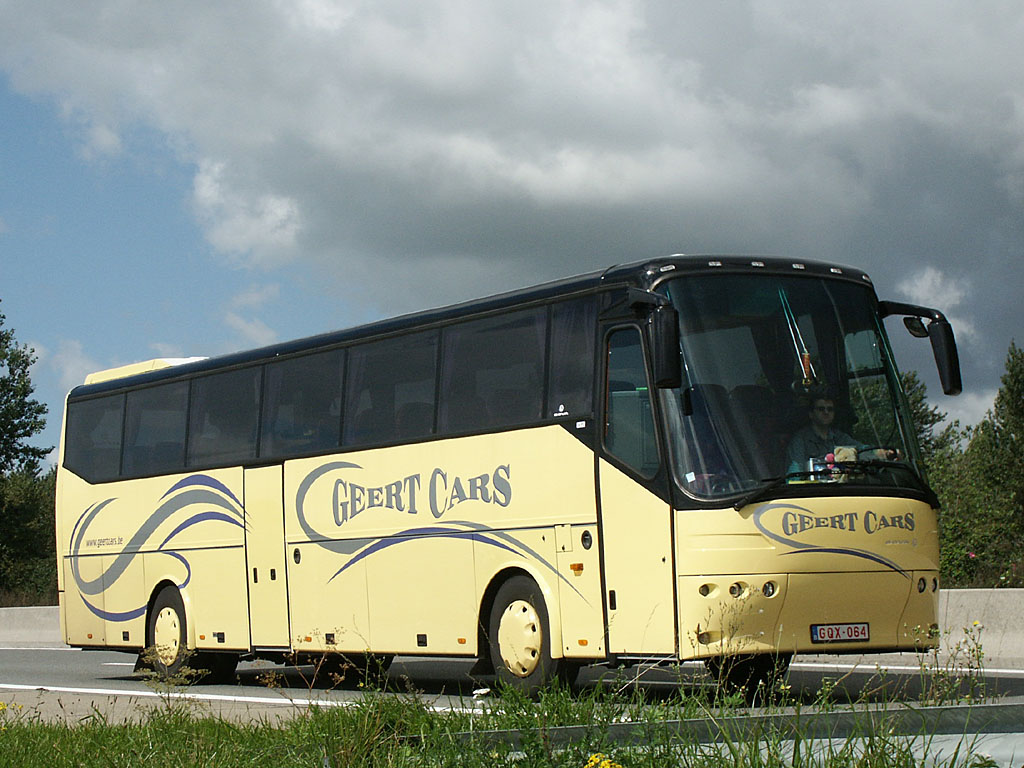
VDL Futura touringcar van een Belgische ondernemer

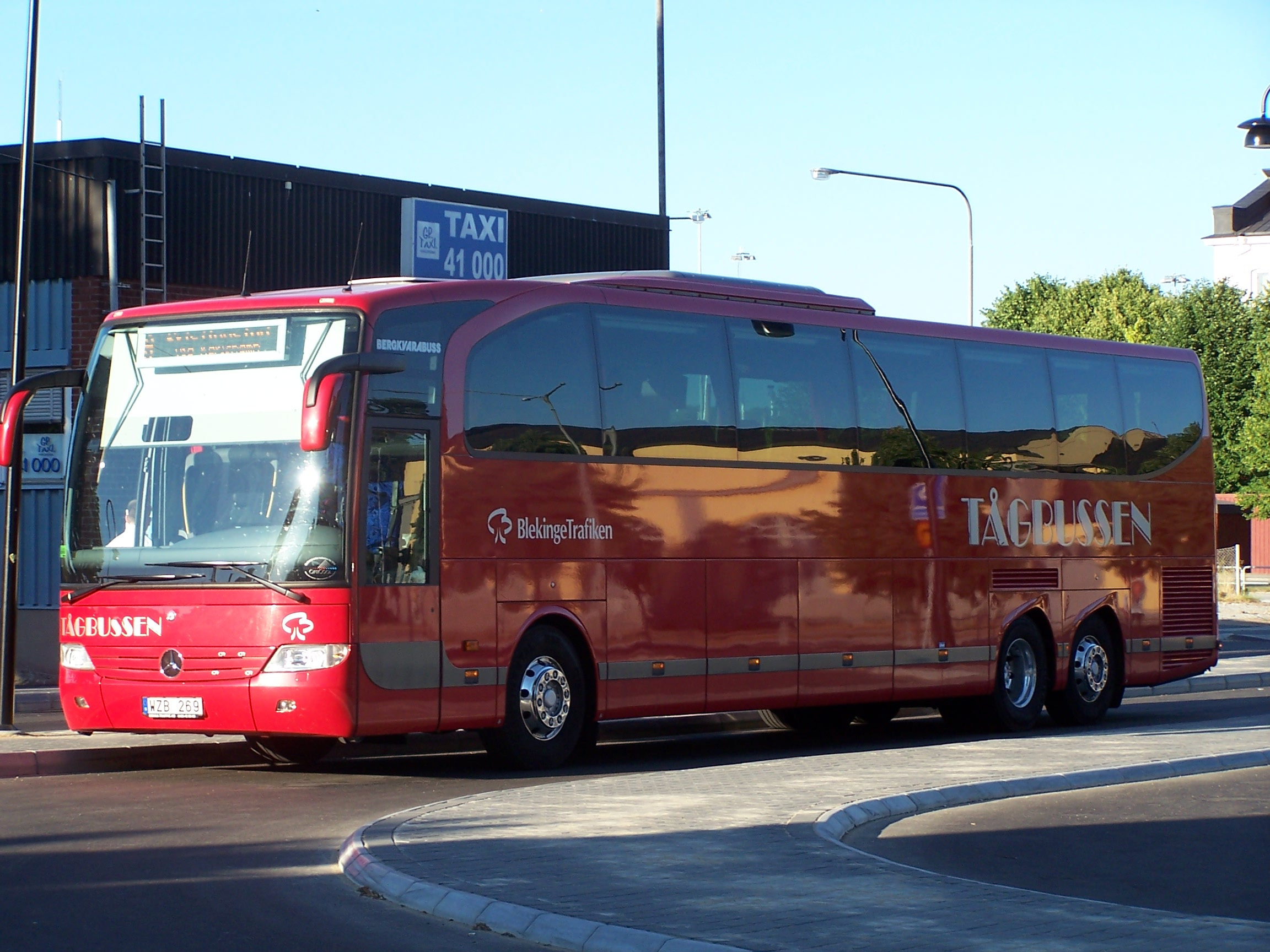
Mercedes-touringcar in Zweden

Een touringcar is een luxueuze autobus, die gebruikt wordt voor personenvervoer, vooral voor toerisme en voor geregelde langeafstandsbusdiensten.

## Geschiedenis
Bussen werden vanaf de jaren twintig niet alleen voor lijndiensten, maar ook voor uitstapjes gebruikt. Aanvankelijk gebruikte een ondernemer zijn bussen voor beide doelen, maar naarmate er meer behoefte kwam aan comfort voor langere reizen naar verdere bestemmingen, ontstond er al in de jaren dertig een scheiding tussen toerbussen en lijndienstbussen.
Een tussenvorm was de semi-touringcar, die tot omstreeks 1980 bij veel streekvervoerbedrijven in dienst was. Het doel hiervan was een efficiënt beheer van het wagenpark. Semi-toerbussen leken sterk op een lijndienstbus, maar hadden een luxueuzer interieur en een aantal extra voorzieningen. Het voordeel was dat deze bussen buiten de vakantieperiodes op lijndiensten konden worden ingezet, waarvoor 'echte' touringcars ongeschikt waren. Als zo'n bus te oud werd en daardoor niet meer aan de eisen voldeed voor toervervoer, kon hij nog jarenlang in het streekvervoer nuttige diensten bewijzen.
Streekvervoerders hebben zich teruggetrokken uit de touringcar- en reisbureausector. Zij hebben vaak een apart toerbedrijf, dat rijdt met eigen bussen, op winstgevendheid gericht is en financieel los staat van de activiteiten in het openbaar vervoer, die in opdracht van overheden worden verricht. Bovendien lopen de eisen die aan beide soorten bussen worden gesteld te ver uiteen.

## Kenmerken
Een touringcar verschilt van een stads- of streekbus op onder meer de volgende punten:
- Er zijn meer zitplaatsen (meestal vier op een rij met een smal gangpad) terwijl een stadsbus vaak maar drie zitplaatsen op een rij heeft en een breder gangpad.
- De inrichting van de bus is gericht op comfort.
- Onder in de bus is een grote bagageruimte gecreëerd. De bus is hierdoor hoger en heeft derhalve een hoge instap.
- Met het oog op comfort (beter optrekken) zijn touringcars vaker uitgerust met een handgeschakelde versnellingsbak, hoewel steeds meer touringcars met een automaat worden uitgerust.
- Een touringcar heeft vaak een toilet, koelkast en dvd-(tv)-systeem.
- Er is vaak een slaapcabine voor de chauffeur(s).

In Nederland wordt de mate van comfort van een touringcar doorgaans aangegeven in termen van de ANVR busclassificatie, die de kwaliteitsindicaties Tourbus, Tourist class, Comfort class en Royal class kent. Het belangrijkste verschil zit in de afstand tussen de stoelen (respectievelijk 70, 75, 85 en 94 cm inclusief rugleuning) en de mate van verstelbaarheid van de stoelen. Verder spelen zaken als dubbele beglazing en de beschikbaarheid van faciliteiten als toilet en koelkast mee.
Tot 2005 waren er ook zogenaamde slaapbussen, waar de stoelen konden worden omgebouwd tot (smalle) bedden, ten behoeve van passagiers gedurende nachtelijke ritten. Vanwege de nieuwe wetgeving die veiligheidsgordels voor de passagiers verplicht stelde in nieuwe touringcars, zijn slaapbussen sinds 2005 niet meer toegestaan in Nederland.

## Veiligheid
Touringcars gelden in Nederland als zeer veilig, zo veilig dat het CBS er geen aparte ongevallenstatistieken voor bijhoudt. "'Ongelukken met touringcars vormen geen aparte categorie verkeersongevallen, maar vallen onder de rubriek 'overige'. Dat gaat om 6 slachtoffers per jaar', zegt een medewerker van het CBS. In deze categorie vallen echter ook ongelukken met ov-bussen en landbouwvoertuigen. Volgens het bureau zijn er in 2009 in Nederland in totaal 72 dodelijke verkeersslachtoffers gevallen." aldus het CBS in de Volkskrant op Internet van 16 augustus 2010. Zie ook het rapportvan SWOV uit 2016 over verkeersveiligheid van bussen waaronder touringcars.